# شبكة العمل في قضايا مبيدات الآفات

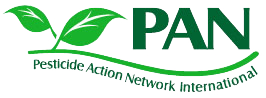
شعار شبكة العمل في قضايا مبيدات الآفات (PAN)

شبكة العمل في قضايا مبيدات الآفات (بالإنجليزية: Pesticide Action Network (PAN))‏، هي شبكة دولية من المنظمات غير الحكومية تعمل ضد استخدام مبيدات الآفات الضارة ومن أجل بدائل عادلة بيئيا واجتماعيا بها، تأسست عام 1982 .
ويبلغ عدد المنظمات المشاركة في هذه الشبكة الـ 600 منظمة، في 90 دولة في القارات الخمس.
تكافح هذه الشبكة العالمية من أجل تعزيز ونشر واعتماد مشاريع بديلة وممارسات زراعية سليمة ومستدامة بيئياً، والاستجابة لمتطلبات التنمية المستدامة بدلاً من استخدام مبيدات الآفات الخطرة.
تشمل نشاطات هذه الشبكة العمل من أجل حماية صحة الإنسان والبيئة من الأضرار التي تسببها مبيدات الآفات، من خلال سحب مبيدات الآفات شديدة السمية من السوق وتعزيز الحلول الطبيعية والبيولوجية والبيئية. كما تهدف إلى مناهضة المحاصيل المعدلة وراثيًا.
أسست الشبكة في الولايات المتحدة عام 1982، وأسس شقّها الأوروبي 1983.

## روابط خارجية
- موقع الشبكة الرسمي، باللغة الإنكليزية
- أعضاء منصة "السيادة الغذائية"

1. ↑  "Pesticide Action Network". موقع الشبكة الرسمي. مؤرشف من الأصل في 2022-05-03. اطلع عليه بتاريخ 2022-05-17.